# Hugo Winckler
Hugo Winckler (ur. 4 lipca 1863 w Gräfenhainichen, zm. 19 kwietnia 1913 w Berlinie) – niemiecki archeolog i historyk, odkrywca stolicy państwa hetyckiego (Hattusa) na terenach obecnej Turcji.

## Życiorys
Studiował filologię bliskowschodnią. W 1904 uzyskał tytuł profesora na Uniwersytecie Fryderyka Wilhelma w Berlinie. W 1906 prowadził wykopaliska w Bogazköy, gdzie odkryto liczne tabliczki archiwów zapisane w nieznanym języku hetyckim. Kontynuował wykopaliska do 1912, w trakcie których udowodnił, że miasto było w przeszłości stolicą wielkiego imperium. Przetłumaczył Kodeks Hammurabiego oraz Listy amarneńskie.
Ważniejsze prace:
- Die Keilschrifttexte Sargons,1889
- Untersuchungen zur altorientalischen Geschichte,1889
- Geschichte Babyloniens und Assyriens, 1892
- Alttestamentlichte Untersuchungen, 1892
- Geschichte Israels, 1898
- Gesetze Hammurabis, 1904
- Die jüngsten Kämpfe wider der Panbabylonism, 1907
- Die babylonische Geisteskultur, 1908